# Râul Valea Nițoiu
Râul Valea Nițoiu este un curs de apă, afluent al râului Șimon. 